# Station Suchatówka
Station Suchatówka is een spoorwegstation in de Poolse plaats Suchatówka.